# Mroki Średniowiecza
Mroki Średniowiecza – książka popularnonaukowa napisana przez posła Józefa Putka, wydana po raz pierwszy w 1935 r., a w okresie Polskiej Rzeczypospolitej Ludowej wznawiana czterokrotnie.

## Treść
Książka napisana przez działacza ruchu ludowego i posła Józefa Putka porusza problematykę roli Kościoła w życiu dawnej wsi polskiej, opisuje też obyczaje, przesądy, fanatyzm, dyskryminację i nietolerancję religijną, okrucieństwo i ucisk feudalny.

## Publikacja
Pierwsze wydanie książki Mroki Średniowiecza miało miejsce w 1935 r., a kolejne wydania w 1938 r., 1947 r., 1956 r., 1966 r. i w 1985 r.
W okresie PRL Mroki Średniowiecza wydawane były przez następujące wydawnictwa:
- Spółdzielnia Wydawnicza Wiedza (1947)
- Wydawnictwo Literackie (1956 i 1966)
- Państwowy Instytut Wydawniczy (1985)